# Sommer-Paralympics 2016/Teilnehmer (Angola)
| stlisierte Goldmedaille | stlisierte Silbermedaille | stlisierte Bronzemedaille |
| ----------------------- | ------------------------- | ------------------------- |
| —                       | —                         | —                         |

Angola entsandte 2 Athletinnen und 2 Athleten zu den Paralympischen Sommerspielen 2016 in Rio de Janeiro,  die in einer Sportart antraten. Fahnenträger für Angola bei der Eröffnungsfeier war die Leichtathletin Esperança Gicaso.

## Teilnehmer nach Sportart

### Leichtathletik
Laufen
| Athleten                                             | Wettbewerb | Vorlauf     | Vorlauf | Halbfinale    | Halbfinale    | Finale        | Finale        | Rang |
| Athleten                                             | Wettbewerb | Zeit        | Rang    | Zeit          | Rang          | Zeit          | Rang          | Rang |
| ---------------------------------------------------- | ---------- | ----------- | ------- | ------------- | ------------- | ------------- | ------------- | ---- |
| Männer                                               |            |             |         |               |               |               |               |      |
| Jose Chamoleia Guide: Nicolau Palanca                | 100 m T11  | DSQ         | DSQ     | ausgeschieden | ausgeschieden | ausgeschieden | ausgeschieden | DSQ  |
| Octavio Angelo dos Santos Guide: Luis Manuel         | 100 m T11  | 11,68 s     | 2       | 11,71 s       | 4             | ausgeschieden | ausgeschieden | 10   |
| Jose Chamoleia Guide: Nicolau Palanca                | 200 m T11  | 23,33 s     | 2       | 23,46 s       | 4             | ausgeschieden | ausgeschieden | 7    |
| Octavio Angelo dos Santos Guide: Luis Manuel         | 200 m T11  | 24,13 s     | 2       | ausgeschieden | ausgeschieden | ausgeschieden | ausgeschieden | 9    |
| Jose Chamoleia Guide: Nicolau Palanca                | 400 m T11  | 53,00 s     | 2       | —             | —             | ausgeschieden | ausgeschieden | 5    |
| Octavio Angelo dos Santos Guide: Luis Manuel         | 400 m T11  | 53,14 s     | 3       | —             | —             | ausgeschieden | ausgeschieden | 6    |
| Frauen                                               |            |             |         |               |               |               |               |      |
| Esperança Gicaso Guide: Alaine Antonio Dias Baptista | 100 m T11  | 12,61 s     | 3       | ausgeschieden | ausgeschieden | ausgeschieden | ausgeschieden | 9    |
| Esperança Gicaso Guide: Alaine Antonio Dias Baptista | 200 m T11  | 26,67 s     | 2       | 26,92 s       | 4             | ausgeschieden | ausgeschieden | 12   |
| Esperança Gicaso Guide: Alaine Antonio Dias Baptista | 400 m T11  | 1:04,17 min | 4       | —             | —             | ausgeschieden | ausgeschieden | 9    |
| Befilia Buya Guide: Eduardo Chimboto                 | 400 m T11  | DNS         | DNS     | —             | —             | ausgeschieden | ausgeschieden | DNS  |
| Befilia Buya Guide: Eduardo Chimboto                 | 1500 m T11 | 5:24,01 min | 4       | —             | —             | ausgeschieden | ausgeschieden | 8    |